# Double Arch
Double Arch est une arche naturelle située dans le Parc national des Arches près de la ville de Moab, dans l'Utah, aux États-Unis. Elle est située à la base d'Elephant Butte.
La plus grande ouverture a une portée de 45 mètres (148 feet) et une hauteur de 32 mètres (104 feet).
La zone a été utilisée comme décor pour la séquence d'introduction du film Indiana Jones et la Dernière Croisade.